# 호도 (서귀포시)
범섬(虎島)은 서귀포시 법환동에 위치해 있는 무인도이다.
넓이는 0.142㎢, 둘레 약 2km, 최고 지점은 87m이다. 새섬·문섬·서건도 등의 작은 섬들이 주위에 위치해 있다. 형태는 호랑이의 웅크린 모습을 닮았다고 해서 범섬이라고 하며 호도를 이것을 한자로 적은 것이다. 윗부분의 너른 평지를 빼면 주변이 절벽으로 둘러싸여 있다.
고려 말기 목호의 난 당시 최영의 고려군에 쫓긴 목호(잔존해 있던 몽골족 목자) 세력은 이곳 범섬으로 도주했고, 고려군이 섬을 포위하고 공격해오자 목호 지도자였던 초고독불화와 관음보는 섬의 벼랑에 떨어져 자살했다. 
2000년에 문섬 및 범섬 자연보호구역으로 지정되었다.

## 같이 보기
- 범섬의 상록활엽수림 및 흑비둘기번식지